# Dahala Khagrabari

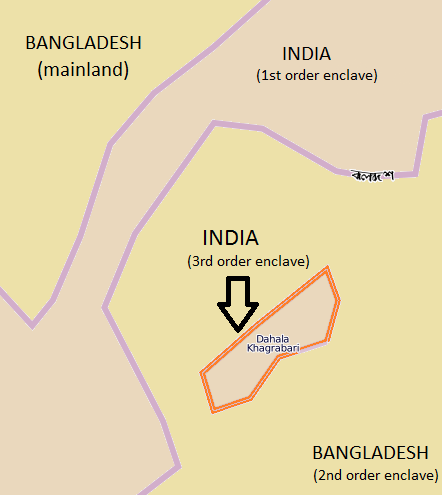
Dahala Khagrabari từng là vùng đất nội phận bậc 3 lần duy nhất trên thế giới.

Dahala Khagrabari (#51) từng là một mảnh đất nội phận thuộc huyện Koch Bihar, bang Tây Bengal, Ấn Độ. Nó được bao quanh bởi làng Upanchowki Bhajni, 110 của Bangladesh, làng Bangladesh này nằm trong làng Balapara Khagrabari của Ấn Độ, làng Ấn Độ nằm trong thành phố Debiganj, phân khu Rangpur, Bangladesh. Tức Dahala Khagrabari là một vùng đất nội phận bậc 3 – vùng đất duy nhất trên thế giới có tình trạng này. Trên thực tế, nó chỉ là một miếng đất trồng cây và không có ai cư trú. Người sở hữu miếng đất này là một người Bangladesh ở trong Upanchowki Bhajni. Nó nằm cách vùng đất nội phận bậc 1 Ấn Độ chỉ vài mét.
Với diện tích 7.000 mét vuông (1,7 mẫu Anh), nó từng là một trong những vùng đất nội phận Ấn Độ-Bangladesh nhỏ nhất. Tuy nhiên, có vùng đất nội phận nhỏ hơn trong số 106 vùng đất nội phận của Ấn Độ ở trong Bangladesh và 92 của Bangladesh ở trong Ấn Độ. Ngày 1 tháng 8 năm 2015, Ấn Độ nhường lại nó cho Bangladesh.